# 特氏厲蟎
特氏厲蟎（学名：Laelaps traubi）为厲蟎科厲螨屬下的一个种。